# اتو فریدریش گروپه
اتو فریدریش گروپه (آلمانی: Otto Friedrich Gruppe؛ ۱۵ آوریل ۱۸۰۴ – ۷ ژانویهٔ ۱۸۷۶) زبان‌شناس، شاعر، پژوهشگر، و فیلسوف اهل آلمان بود. که به عنوان دبیر فرهنگستان هنر پروس در برلین خدمت کرده‌است. اشعار گروپه توسط یوهانس برامس، ریشارد اشتراوس، کارل لوه، و فرانتس شرکر با موسیقی همراه شد. او داستان‌های سوگواری به زبان لاتین توسط شاعر دورهٔ شعر آوگوستوس، سولپیکیا را دوباره کشف کرد و ارزش شاعرانهٔ آن‌ها را نشان داد.